# Janetia
Janetia is een muggengeslacht uit de familie van de galmuggen (Cecidomyiidae).

## Soorten
- J. cerris

Moseikkegelgalmug (Kollar, 1850)
- J. homocera (F. Low, 1877)
- J. nervicola (Kieffer, 1909)
- J. panteli (Kieffer, 1909)
- J. plicans (Kieffer, 1909)
- J. pustularis (Kieffer, 1909)
- J. szepligetii Kieffer, 1896